# Rørbua

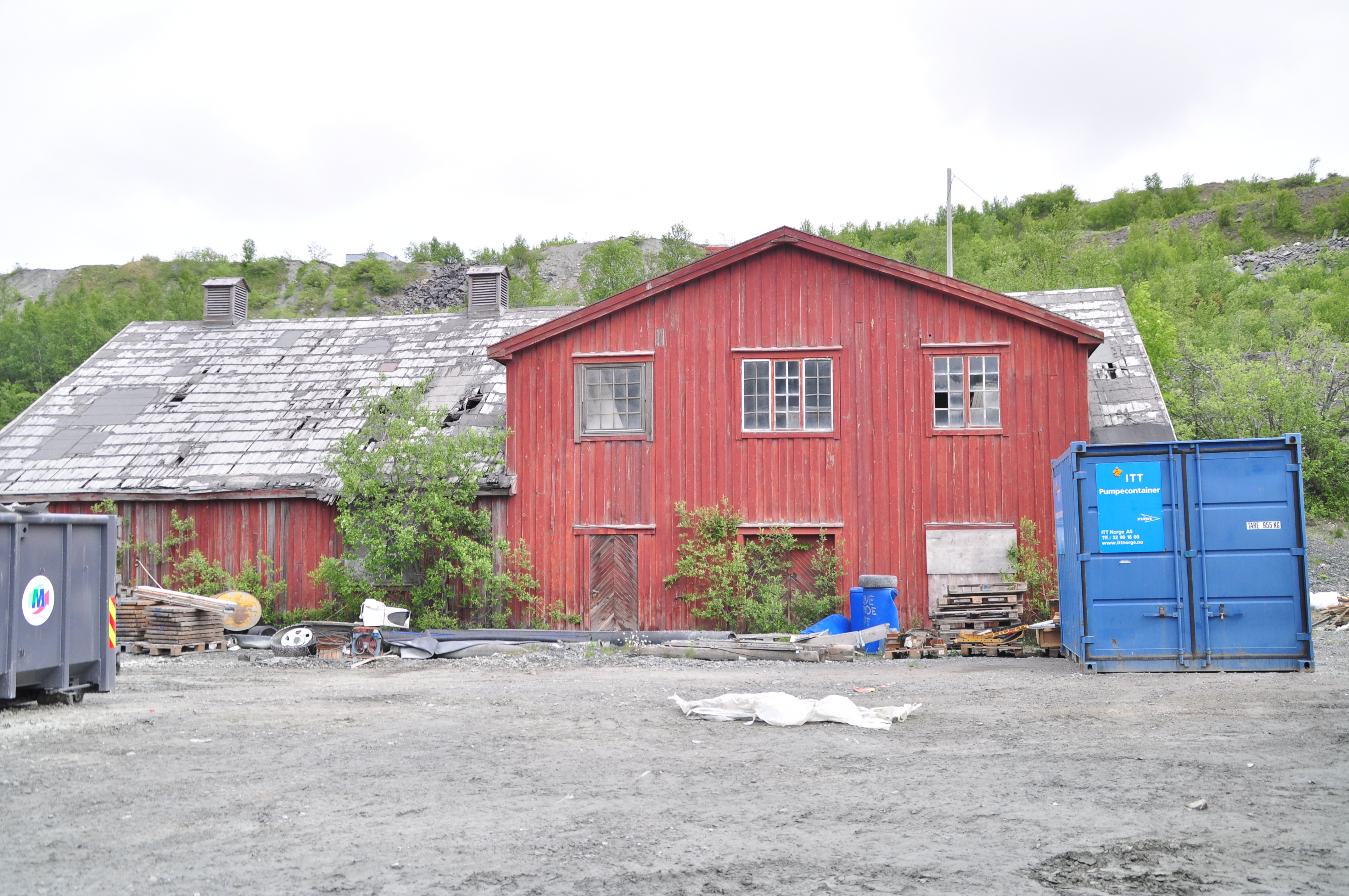
Rørbua juni 2013 före restaureringsarbetets början

Rørbua, eller "Badehuset", är en byggnad i Bjørnevatn söder om Kirkenes i Sør-Varangers kommun i Finnmark fylke i Norge, vilken utreds för kulturminnesmärkning.
Rørbua byggdes från början som badhus för arbetarna i AS Sydvaranger, som bedrev gruvdrift i närheten av Bjørnevatn. Namnet Rørbua fick byggnaden under 1950-talet då det användes som lager för rör och annan utrustning för gruvdriften. Badhuset användes fram till 1980-talet.
Vintern 2013-14 rustades Rörbua upp med finansiering av Riksantikvaren på 500.000 norska kronor. Planeringen är att åtgärderna ska vara genomförda före 70-årsjubileet av frigörelsen den 25 oktober 2014.
När tyskarna tvångsevakuerade Finnmark och brände Kirkenes hösten 1944 motsatte sig en del av befolkningen att flytta. Omkring 3.500 personer valde att ta sin tillflykt till en av tunnlarna på Sydvarangers gruvområde i Bjørnevatn. Rørbua ligger 50 meter från 1944-tunneln och det var där som befolkningen som hade sökt tillflykt i tunneln samlades efter frigörelsen. En norsk flagga hissades på byggnaden den 25 oktober 1944 som den första norska flaggan i det befriade Norge.
Inför firandet av 200-årsdagen Grunnlovens antagandes valdes Rørbua som Finnmarks förslag till markering av jubileet och Finnmarks fylkeskommun tog därför initiativ till kulturminnesmärkning av Rørbua.